# Fibularia japonica
Fibularia japonica is een zee-egel uit de familie Fibulariidae.
De wetenschappelijke naam van de soort werd in 1982 gepubliceerd door Shigei.